# Minot (Dakota do Norte)
Minot é uma cidade localizada no estado norte-americano da Dakota do Norte, no Condado de Ward. Foi fundada em 1886, e incorporada em 28 de junho de 1887. É a sede do Condado de Ward.

## Geografia
De acordo com o United States Census Bureau, a cidade tem uma área de 45,2 km², dos quais 45,5 km² estão cobertos por terra e 0,05 km² por água.

### Localidades na vizinhança
O diagrama seguinte representa as localidades num raio de 24 km ao redor de Minot.

## Demografia
Segundo o censo nacional de 2010, a sua população é de 83 089 habitantes e sua densidade populacional é de 905,73 hab/km². É a quarta cidade mais populosa do estado. A cidade possui 18 744 residências, que resulta em uma densidade de 415,21 residências/km².